# Giuseppe Valletta
Giuseppe Valletta (Napoli, 6 ottobre 1636 – Napoli, 16 maggio 1714) è stato un filosofo, avvocato, letterato e giureconsulto italiano.

Nell'infanzia studiò dapprima letteratura presso i Gesuiti per poi dedicarsi al diritto.
Nel 1663, insieme a Francesco D'Andrea, fu fra i fondatori dell'Accademia degli Investiganti, che diede impulso al grande rinnovamento culturale che prese avvio negli ultimi decenni del Seicento meridionale. Nelle accese polemiche filosofico-scientifiche tra progressisti e conservatori, il Valletta insieme a Tommaso Cornelio, Francesco D'Andrea, Leonardo Di Capua e agli altri accademici investiganti appoggiò attivamente i progressisti.
Nel 1681 istituì a sue spese la cattedra di Lingua greca presso l'Università di Napoli, affidando l'incarico di insegnamento al suo maestro ed amico Gregorio Messere, illustre grecista e filosofo dell'epoca.
Nel 1687 curò l'edizione napoletana delle Opere e del Bacco in Toscana dello scienziato toscano Francesco Redi.
Fu un grande appassionato e conoscitore di libri, tanto che la sua biblioteca ne arrivò a contenere ben diciottomila, meritandosi l'appellativo di Helluo librorum et Secli Peireskius alter. Alla sua morte, grazie all'interessamento di Giambattista Vico, il fondo librario confluì nella Biblioteca dei Girolamini.

## Opere
- Lettera in difesa della moderna filosofia e de' coltivatori di essa, 1691.
- Historia filosofica, 1697-1704.